# Танака, Нобуо
Нобуо Танака (яп. 田中信夫 Танака Нобуо, 1 августа, 1935 — 17 октября, 2018, префектура Токио) — японский сэйю. В 2010 году на церемонии «Seiyu Awards» получил приз за заслуги.

## Биография
Родился в 1935 году в специальном районе Ота, Токио. Окончил университет Тамагавы.
Начинал свою карьеру в компании TBS, в театральном её отделе. Среди его коллег были такие актёры, как Тору Охира, Тамио Оки и Хикару Урану. Затем вступил в союз актёров Токио, членом которого был с 1968 года вплоть до своей кончины.
Скончался от рака кишечника 17 октября 2018 года в возрасте 83 лет.

## Роли в аниме
1972 год
- Kagaku Ninja-Tai Gatchaman (Сосай Икс);

1975 год
- The Adventures of Pepero (Карлос)

1978 год
- Приключения Маленького Принца (Фрэнк);
- Kagaku Ninja-Tai Gatchaman (1978) (Сосай Икс);
- Kagaku Ninja-Tai Gatchaman II (Сосай Икс);

1982 год
- Densetsu Kyojin Ideon Hatsudou Hen (Голос за кадром);
- Densetsu Kyojin Ideon Sesshoku Hen (Голос за кадром);

1983 год
- Крушила Джо — Фильм (Валентинов);

1986 год
- Искатели приключений в космосе (Ла Му);
- Городская Площадь: Погоня за янтарем (Детектив Мотидзуки);

1987 год
- Три мушкетера (пайлот) (Кардинал Ришельё);
- Три мушкетера [ТВ] (Кардинал Ришельё);

1988 год
- Бронебойщик Меллоулинк (Сталкос);

1989 год
- Легенда о Лемнеар (Варол);

1990 год
- Летопись войн острова Лодосс OVA (Король Канона);

1991 год
- Detonator Orgun (Ай-Зак);

1992 год
- Ублюдок!! Сокрушитель Тьмы (Гео Норт Сорт);

1993 год
- Jojo no Kimyou na Bouken (1993) (Дио);

1994 год
- Kagaku Ninja-Tai Gatchaman (1994) (Сосай Икс);
- Otaku no Seiza (Голос за кадром);

1996 год
- Крейсер Надэсико [ТВ] (Адмирал Дзин Фукубэ);

1998 год
- Гекигангер-3 (Хайпелион);

1999 год
- Детектив Конан (фильм 03) (Дзинтаро Тяки);

2000 год
- Jojo no Kimyou na Bouken (2000) (Дио);
- Sci-fi Harry (Майк Стаффорд);

2001 год
- R=D (Голос за кадром);